# Erik Nyman (jurist)
Erik Nyman, född 3 januari 1921 i Sköns församling, Västernorrlands län, död 27 december 1999, var en svensk jurist.
Erik Nyman blev juris kandidat vid Uppsala universitet 1947, genomförde tingstjänstgöring 1947–1949 och utnämndes till fiskal i Hovrätten för Nedre Norrland 1950. Han var tingssekreterare 1951–1953, blev assessor i Hovrätten för Nedre Norrland 1958 och hovrättsråd 1961. Han var tillförordnad överdirektör och generaldirektörens ställföreträdare i Kriminalvårdsstyrelsen 1968–1971. Erik Nyman var hovrättslagman i Svea hovrätt 1971–1973 och justitieråd 1973–1988.

## Utmärkelser
- Kommendör av Nordstjärneorden, 6 juni 1973.[1]